# Blepharidophyllum densifolium
Blepharidophyllum densifolium är en bladmossart som först beskrevs av William Jackson Hooker, och fick sitt nu gällande namn av Ångstr.. Blepharidophyllum densifolium ingår i släktet Blepharidophyllum och familjen Blepharidophyllaceae. Inga underarter finns listade i Catalogue of Life.